# خالد خلفان
خالد خلفان زايد (بالإنجليزية: Khaled Khalfan Zayed)‏ (مواليد 23 يناير 1996) هو لاعب كرة قدم إماراتي ، يجيد اللعب كلاعب وسط. 

## الحياة الشخصية
هو شقيق كل من محمد خلفان (لاعب كرة قدم مواليد 1998) وعيسى خلفان.

## مسيرة اللاعب
لعب سابقاً في نادي العين و وقع مع نادي حتا في صيف 2020  و تم فسخ عقده .